# A kis hableány 3. – A kezdet kezdete
A kis hableány 3 – A kezdet kezdete (eredeti cím: The Little Mermaid: Ariel's Beginning) 2008-ban megjelent amerikai 2D-s számítógépes animációs film, amely a Kis hableány-trilógia harmadik, utolsó része. Az animációs játékfilm rendezője Peggy Holmes, producere Kendra Halland. A forgatókönyvet Robert Reece és Evan Spiliotopoulos írta, a zenéjét James Dooley szerezte. A videofilm a Walt Disney Pictures és a DisneyToon Studios gyártásában készült, a Walt Disney Home Entertainment forgalmazásában jelent meg. Műfaja fantasyfilm.
Amerikában 2008. augusztus 26-án, Magyarországon 2008. szeptember 24-én adták ki DVD-n.

## Cselekmény
Triton király és felesége, Aténa királyné uralja Atlantika víz alatti birodalmát, tele zenével és nevetéssel. Hét kislányuk van: Attina, Alana, Adella, Aquata, Arista, Andrina és közülük a legfiatalabb Ariel. Egy nap, miközben a sellők a felszín feletti lagúnában pihennek, Triton egy zenedobozt ad Aténának. Azonban egy kalózhajó közeledik azzal az ötlettel, hogy meggyilkolják őket. Mindenki megszökik, kivéve Aténát, akit megölnek, amikor megpróbálja visszaszerezni a zenedobozt. Tritont megviseli felesége halála, eldobja a zenedobozt, a zenét pedig végleg kitiltják Atlantikából.
Tíz évvel később Ariel és nővérei szigorú rutin szerint élnek, amelyet nevelőnőjük, Marina Del Ray és asszisztense, Benjamin tart fenn. Marina utál a lányok nevelőnője lenni, és vágyik arra, hogy Triton attachéja legyen, ezt a munkát jelenleg Sebastian, a rák tölti be. Arielt frusztrálja jelenlegi életmódjuk, ami miatt vitába keveredik az apjával. Egy napon Ariel találkozik Ficánkával, egy fiatal trópusi hallal, akit később egy földalatti zenei klubba követ. Nagyon örül a zene jelenlétének, és megdöbben, amikor meglátja Sebastiant, aki ott fellép. Amikor a jelenléte kiderül, az egész banda abbahagyja a játékot, és elbújik, hisz Ariel mesélni fog róluk az apjának. Ariel elénekel egy dalt, amelyben elmagyarázza a zene iránti szeretetét és édesanyja emlékét, és esküvel csatlakozik a klubhoz.
Ariel visszatér a palotába, és nővérei szembesülnek vele az eltűnése miatt, elmagyarázza, hol volt, és másnap este a lányok a klubba mennek szórakozni, Marina megtalálja őket, majd beszámol a tevékenységükről Tritonnak, aki tönkreteszi a klubot. Sebastian, Ficánka és a banda börtönbe kerül, Marina pedig megkapja a kívánt állást. A lányokat a palotába zárják büntetésből, amiért zenélnek Triton birodalmában, Ariel pedig azt mondja, hogy Triton nem utálta volna a zenét, ha az anyja még élne. Beúszik a hálószobába, a nővérei követik, és Marinán kívül senki sem boldog. Aznap este Ariel kiszabadítja barátait, és elhagyja Atlantikát. Sebastian egy elhagyatott helyre vezeti őket, messze a palotától, ahol Ariel megtalálja Aténa zenedobozát, ahogy Sebastian remélte. A királyságban Marina boldogan beszél Tritonnal az új munkájáról, de Attina közli Tritonnal, hogy Ariel nincs Atlantikában. Triton megparancsolja az őreinek, hogy keressék meg Arielt, ami feldühíti Marinát. Az odújában Marina elmondja Benjaminnak, hogy kiengedi elektromos angolnáit a börtönből. Marina azon van, hogy befejezze a munkát, hogy Sebastiant megölje és Arielt eltüntesse a palotából. Ariel, Ficánka és Sebastian úgy döntenek, hogy visszatérnek Atlantikába, hogy elhozzák a zenedobozt Tritonnak, abban a reményben, hogy meggondolja magát, mivel nem emlékezett, hogyan lehet boldog Aténa halála után.

Mielőtt Ariel és barátai visszatérnének Atlantikába, a visszaúton Marina és angolnái szembeszállnak velük. Mielőtt a zene visszakerülne Atlantikába, megkezdődik a végső csata, amikor Marina véglegesen kitiltja Arielt Atlantikából. Marina meg akarja állítani őket, hogy megőrizze hatalmi pozícióját, és küzdelem elkezdődik. Ficánkát és Arielt a banda menti ki Marina elektromos angolnái közül. Míg Triton időben megérkezik, látja, hogy Ariel segített a bandának legyőzni az angolnákat azzal, hogy összekuszálják magukat, Marina Sebastian felé tart, és megpróbálja megölni, de Ariel elállja az útját, ütést kap, és láthatóan holtan esik el. Triton szemtanúja ennek, és önmagát hibáztatja. Ő énekli az "Athena's Song" szövegét, Ariel pedig feléled. Triton bocsánatot kér Arieltől, amiért nem hallgatott rá, és hazaküldi a palotába, miközben őrei letartóztatják Marinát az általa elkövetett bűncselekmények miatt. Másnap Arielnek köszönhetően Triton visszaállítja a zenét Atlantikába, és kinevezi Sebastiant Atlantika első hivatalos udvari zeneszerzőjévé, mindenki nagy örömére. Mindenki, beleértve Arielt és nővéreit, valamint barátaikat, Ficánkát és Sebastiant, örül, míg Marina a börtönbe kerül.

## Szereplők
További magyar hangok: Faragó József, Gubányi György István, ifj. Jászai László, Joó Gábor, Kelemen Kata, Király Adrián, Maday Gábor, Martin Adél, Molnár Ilona, Papucsek Vilmos, Renácz Zoltán, Sági Tímea, Seder Gábor, Sipos Eszter Anna, Sörös Miklós

## Televíziós megjelenések
Disney Junior 